# Ольшевский (герб)
Ольшевский (пол. Olszewski, Haki) — польский дворянский герб.

## Описание
Между двумя скобами сабля, обращённая остроконечием вверх и положенная так, что вся фигура, вместе взятая, образует букву N.

## Герб используют
10 родов
Olchowik, Olchowski, Olzewski, Olżewski, Omeljanienko, Oratowski, Rachnowski, Szczodryński, Urniażewicz, Wojna-Jasieniecki